# Zakaria Hadraf
Zakaria Hadraf (arab. زكرياء حدراف, ur. 18 czerwca 1990 w Al-Dżadidzie) – marokański piłkarz, grający jako napastnik w Raja Casablanca. Reprezentant kraju.

## Klub

### Difaâ El Jadida
Zaczynał karierę w Difaâ El Jadida.
W sezonie 2011/2012 (pierwszym dostępnym na stronie Transfermarkt) zagrał 16 spotkań i strzelił 4 bramki.
W kolejnym sezonie rozegrał 30 meczów, strzelił 9 goli i miał dwie asysty.
W sezonie 2013/2014 ma na koncie 22 spotkania, pięć bramek i dwie asysty.
Sezon 2014/2015 zakończył z 27 spotkaniami i 7 bramkami.
W sezonie 2015/2016 zagrał 20 spotkań, strzelił 8 goli i ma 7 asyst.
W sezonie 2016/2017 rozegrał 22 spotkania, strzelił 8 goli i ma 3 asysty.

### Raja Casablanca
1 lipca 2017 roku przeszedł do Raja Casablanca. W tym klubie debiut zaliczył 10 września 2017 roku w meczu przeciwko Olympique Khouribga (1:1). Zagrał 69 minut. Pierwszą asystę zaliczył 23 września 2017 roku w meczu przeciwko Kawkab Marrakesz (4:0). Asystował przy golu Mouhssine Iajoura w 72. minucie. Pierwszą bramkę strzelił 1 kwietnia 2018 roku w meczu przeciwko FUS Rabat (1:2 dla klubu ze stolicy Maroka). Do siatki trafił w 57. minucie po rzucie karnym. Łącznie zagrał 52 spotkania, strzelił 9 goli i zanotował 18 asyst. 
Z Rają zdobył: puchar Maroka (2016/2017), Afrykański Puchar Konfederacji (2018) i Afrykański Super Puchar (2018).

### Damac FC
1 lipca 2019 roku został zawodnikiem Damac FC. W saudyjskim klubie zadebiutował 22 sierpnia 2019 roku w meczu przeciwko An-Nassr (2:0 dla rywali Damac). Zagrał całe spotkanie. Pierwszą asystę zaliczył 13 września 2019 roku w meczu przeciwko Ittihad FC (2:1 dla Damac). Asystował przy golu Mouhssine Iajoura w 1. minucie spotkania. Pierwszego gola strzelił 19 grudnia 2019 roku w meczu przeciwko Al-Ahli Dżudda (5:1 dla zespołu z Dżuddy). Do siatki trafił w 35. minucie. Łącznie zagrał 13 meczów, strzelił jednego gola i miał 3 asysty.

### Renaissance Berkane
10 stycznia 2020 roku został zawodnikiem Renaissance Berkane. W tym zespole zadebiutował już 5 dni później w meczu przeciwko Renaissance Zemamra (5:0 dla rywali Berkane). Na boisko wszedł w 68. minucie, zastąpił Bakra El Helaliego. Pierwszą asystę zaliczył 19 stycznia 2015 roku w meczu przeciwko Raja Casablanca (2:2). Asystował przy golu Mouhssine Iajoura w 70. minucie. Pierwszego gola strzelił 7 października 2020 roku w meczu przeciwko Moghreb Tétouan (4:1 dla zespołu Hadrafa). Do bramki trafił w 67. minucie. Łącznie zagrał 45 meczów, strzelił pięć bramek i miał sześć asyst.
Z tym klubem zdobył Afrykański Puchar Konfederacji (2020).

### Powrót do El Jadidy
5 sierpnia 2021 roku wrócił do Difaâ El Jadida. W tym zespole ponownie zadebiutował 10 września 2021 roku w meczu przeciwko Olympic Safi (0:1 dla klubu Hadrafa). Zagrał cały mecz, był kapitanem, a nawet zaliczył asystę przy golu Masouda Jumy w 63. minucie. Łącznie wystąpił w 29 spotkaniach, strzelił 6 bramek i miał 9 asyst.

### Powrót do Casablanki
31 lipca 2022 roku powrócił do Raja Casablanca. Po raz pierwszy po 3-letniej przerwie założył koszulkę tego zespołu 4 września 2022 roku w meczu przeciwko Olympic Safi (2:2). Łącznie do 13 września 2022 roku zagrał dwa mecze.

## Reprezentacja
Zakaria Hadraf w reprezentacji Maroka zadebiutował 6 lipca 2013 roku podczas towarzyskiego meczu z reprezentacją Tunezji (0:1 dla Marokańczyków). Na boisko wszedł w 75. minucie, zastępując Abdessalama Benjellouna.
Dwukrotnie wygrywał w Mistrzostwach Narodów Afryki w piłce nożnej. Na tych w 2018 roku zdobył dwa gole w finale, a Maroko wygrało z Nigerią 4:0. Na tych w 2020 roku wszedł w ostatnich minutach.
Łącznie do 13 września 2022 roku w reprezentacji zagrał 16 meczów, strzelił dwa gole i miał jedną asystę.

## Rodzina
Ma brata Abdelfettaha, również piłkarza.